# Groß Grönau
Groß Grönau er en kommune i det nordlige Tyskland, beliggende i Amt Lauenburgische Seen under Kreis Herzogtum Lauenburg. Kreis Herzogtum Lauenburg ligger i delstaten Slesvig-Holsten.

## Geografi
Groß Grönau grænser mod nord og vest direkte til forstaden St. Jürgen i Lübeck og udgør dermed en del af byområdet. Amt Lauenburgische Seen har et kontor i byen.
Mod øst grænser kommunen til floden Wakenitz, hvis østbred er delstatsgrænse til Mecklenburg-Vorpommern. Langs Wakenitz løber Drägerweg der er en 18 km lang vandrerute mellem Lübeck og Rothenhusen ved Ratzeburger See.

### Trafik
Alte Salzstraße (Landesstraße 331) går i nord-sydlig retning gennem kommunen. Lige syd for kommunegrænsen er der ved Groß Sarau tilkørsel til motorvejen A20.
Lige vest for kommunen ligger Lübecks lufthavn, Flughafen Blankensee.